# USS Baltimore (1777)
USS Baltimore was een brigantijn of schoenerbrik, bewapend met 12 kanonnen. Het schip werd gebouwd in 1777 te Baltimore en uitgerust als verzending- en postschip maar werd ook gebruikt als passagiersschip.
In die tijd werd het schip ook voor het beschermen en verdedigen van de Westkust langs de Delaware en Chesapeake Bay gebruikt. Het voer in 1778-1779 onder commando van gezagvoerder kapitein T. Read van de Continentale Navy. De Baltimore ging, op 29 januari 1780, verloren in de buurt van Kaap Henry.